# Тенага (Техас)
Тенага (англ. Tenaha) — місто (англ. town) в США, в окрузі Шелбі штату Техас. Населення — 989 осіб (2020).

## Географія
Тенага розташована за координатами 31°56′37″ пн. ш. 94°14′45″ зх. д. / 31.94361° пн. ш. 94.24583° зх. д. (31.943709, -94.245706).  За даними Бюро перепису населення США в 2010 році місто мало площу 9,74 км², з яких 9,70 км² — суходіл та 0,04 км² — водойми.

## Демографія
Згідно з переписом 2010 року, у місті мешкало 1160 осіб у 422 домогосподарствах у складі 287 родин. Густота населення становила 119 осіб/км².  Було 475 помешкань (49/км²).
Расовий склад населення:
| - 39,6 % — білих - 37,9 % — чорних або афроамериканців - 0,4 % — азіатів - 0,3 % — корінних американців - 19,3 % — осіб інших рас |

До двох чи більше рас належало 2,5 %. Частка іспаномовних становила 24,0 % від усіх жителів.
За віковим діапазоном населення розподілялося таким чином: 32,8 % — особи молодші 18 років, 57,8 % — особи у віці 18—64 років, 9,4 % — особи у віці 65 років та старші. Медіана віку мешканця становила 30,3 року. На 100 осіб жіночої статі у місті припадало 92,7 чоловіків;  на 100 жінок у віці від 18 років та старших — 86,8 чоловіків також старших 18 років.
Середній дохід на одне домашнє господарство  становив 39 267 доларів США (медіана — 23 833), а середній дохід на одну сім'ю — 47 268 доларів (медіана — 26 875). За межею бідності перебувало 42,2 % осіб, у тому числі 53,7 % дітей у віці до 18 років та 42,9 % осіб у віці 65 років та старших.
Цивільне працевлаштоване населення становило 522 особи. Основні галузі зайнятості: будівництво — 18,2 %, сільське господарство, лісництво, риболовля — 14,9 %, роздрібна торгівля — 14,4 %, освіта, охорона здоров'я та соціальна допомога — 14,4 %.